# Jan Leńko
Jan Leńko (ur. 18 czerwca 1917 we Lwowie, zm. 11 listopada 1993 w Krakowie) – pułkownik Sił Zbrojnych Polskiej Rzeczypospolitej Ludowej, profesor zwyczajny, doktor habilitowany nauk medycznych, wieloletni Naczelny Urolog Wojska Polskiego, redaktor naczelny Urologii Polskiej.

## Życiorys
Urodził się 18 czerwca 1917 roku we Lwowie jako syn Zenona i Władysławy. Jego ojciec dr med. Zenon Maria Leńko był wybitnym urologiem, twórcą pierwszych łóżek urologicznych w Polsce.
Studia lekarskie rozpoczął w 1935 roku na Wydziale Lekarskim Uniwersytetu Jana Kazimierza we Lwowie. Dyplom lekarza otrzymał w czerwcu 1941 roku w Lwowskim Państwowym Instytucie Medycznym, a następnie nostryfikował go w 1945 roku na Uniwersytecie Jagiellońskim w Krakowie. Pracę zawodową rozpoczął w czerwcu 1941 roku, jako wolontariusz w Oddziale Urologicznym Szpitala Państwowego we Lwowie pod kierunkiem profesora dr Stanisława Laskownickiego. Na skutek wielokrotnych zmian profilów Szpitali w związku z toczącą się wojną pracował kolejno w I Szpitalu Miejskim, II Szpitalu Miejskim we Lwowie. Jednocześnie od listopada 1941 roku do lipca 1944 roku pracował w Polskim Komitecie Opiekuńczym jako kierownik Poradni Specjalistycznej Nr 1.
W połowie lipca 1944 roku opuścił Lwów i przybył do Krakowa. Tutaj otrzymał pracę jako lekarz zakładowy w Wodociągach Miejskich. W lutym 1945 roku rozpoczął pracę jako wolontariusz, a następnie asystent w oddziale urologicznym Szpitala św. Łazarza. Od marca 1947 do maja 1948 roku odbywał służbę wojskową. Służył wówczas w pułku piechoty w Sanoku na stanowisku zastępcy Szefa Służby Zdrowia, a następnie w V Szpitalu Okręgowym w Krakowie, gdzie zorganizował oddział urologiczny. Od dnia lipca 1948 rozpoczął ponownie pracę w Oddziale Urologicznym Szpitala Klinicznego Akademii Medycznej w Krakowie. Jednocześnie pracował na stanowisku ordynatora oddziału urologicznego V Okręgowego Szpitala Wojskowego w Krakowie. W roku 1951 na Uniwersytecie Jagiellońskim uzyskał stopień doktora medycyny na podstawie pracy Osteitis pubis.
W 1952 roku ponownie powołany został do służby wojskowej. Pracował kolejno na stanowisku starszego asystenta Oddziału Urologicznego Wojskowego Szpitala Klinicznego
w Łodzi. W 1953 roku został ordynatorem tego Oddziału. W 1958 roku, z chwilą powołania do życia Wojskowej Akademii Medycznej został kierownikiem Katedry i Kliniki Urologii. Jednocześnie pełnił funkcję prorektora do spraw nauki i wyszkolenia. Na obu tych stanowiskach pozostał aż do roku 1977. W okresie pobytu w Łodzi pełnił funkcję konsultanta wojewódzkiego w zakresie urologii. Kierował lecznictwem urologicznym w mieście, konsultował oddziały urologiczne i gabinety specjalistyczne lecznictwa otwartego. W 1977 przeszedł w stan spoczynku
Od 1977 do 1987 kierował Katedrą i Klinikę Urologii Akademii Medycznej w Krakowie, a w latach następnych był profesorem w tej katedrze. W latach 1982 do 1993 był konsultantem urologii w Instytucie Onkologii im. Marii Curie-Skłodowskiej w Krakowie oraz członkiem Rady Naukowej Instytutu Onkologii im. M. Skłodowskiej-Curie w Warszawie.
Był autorem i współautorem ponad 350 publikacji w polskich i zagranicznych czasopismach naukowych, autorem i współautorem 18 podręczników urologii dla lekarzy i studentów. Głównymi kierunkami zainteresowań prof. Leńko były urazy narządów układu moczowo-płciowego, diagnostyka urologiczna, technika operacyjna i powikłania pooperacyjne. W okresie kierowania krakowską Kliniką Urologii od 1977 roku wprowadził i unowocześnił metody diagnostyki, leczenia, monitorowania raka stercza, pęcherza i nowotworów jąder. Jako pierwszy w Polsce wprowadził rutynowe stosowanie markerów w leczeniu raka stercza. Pod jego kierunkiem kilkunastu urologów uzyskało specjalizację z zakresu urologii. Był promotorem 12 przewodów doktorskich, opiekunem 8 przewodów habilitacyjnych, recenzentem wielu prac habilitacyjnych i doktorskich.
Był laureatem nagród naukowych Ministra Zdrowia i Opieki Społecznej w 1977 i 1985 roku.  Odznaczony licznymi odznaczeniami, w tym Krzyżem Komandorskim Orderu Odrodzenia Polski oraz Honorową Odznaką miasta Łodzi, Krakowa i Polskiego Czerwonego Krzyża.
Członek Polskiego Towarzystwa Urologicznego od 1946 roku, w latach 1958-1960 wiceprezes, 1972-1974 prezes. Od 1980 członek honorowy Polskiego Towarzystwa Urologicznego. Członek honorowy Czechosłowackiego Towarzystwa im. Purkiniego (1970),  członek Polskiego Towarzystwa Onkologicznego, przewodniczący Sekcji Polskiej w Międzynarodowym Towarzystwie Urologicznym (1970-1978).
Pochowany na cmentarzu Rakowickim w Krakowie (kwatera JD-6-18).

## Życie prywatne
Jego małżonką była Antonina Leńkowa, zoolożka i działaczka na rzecz ochrony przyrody.

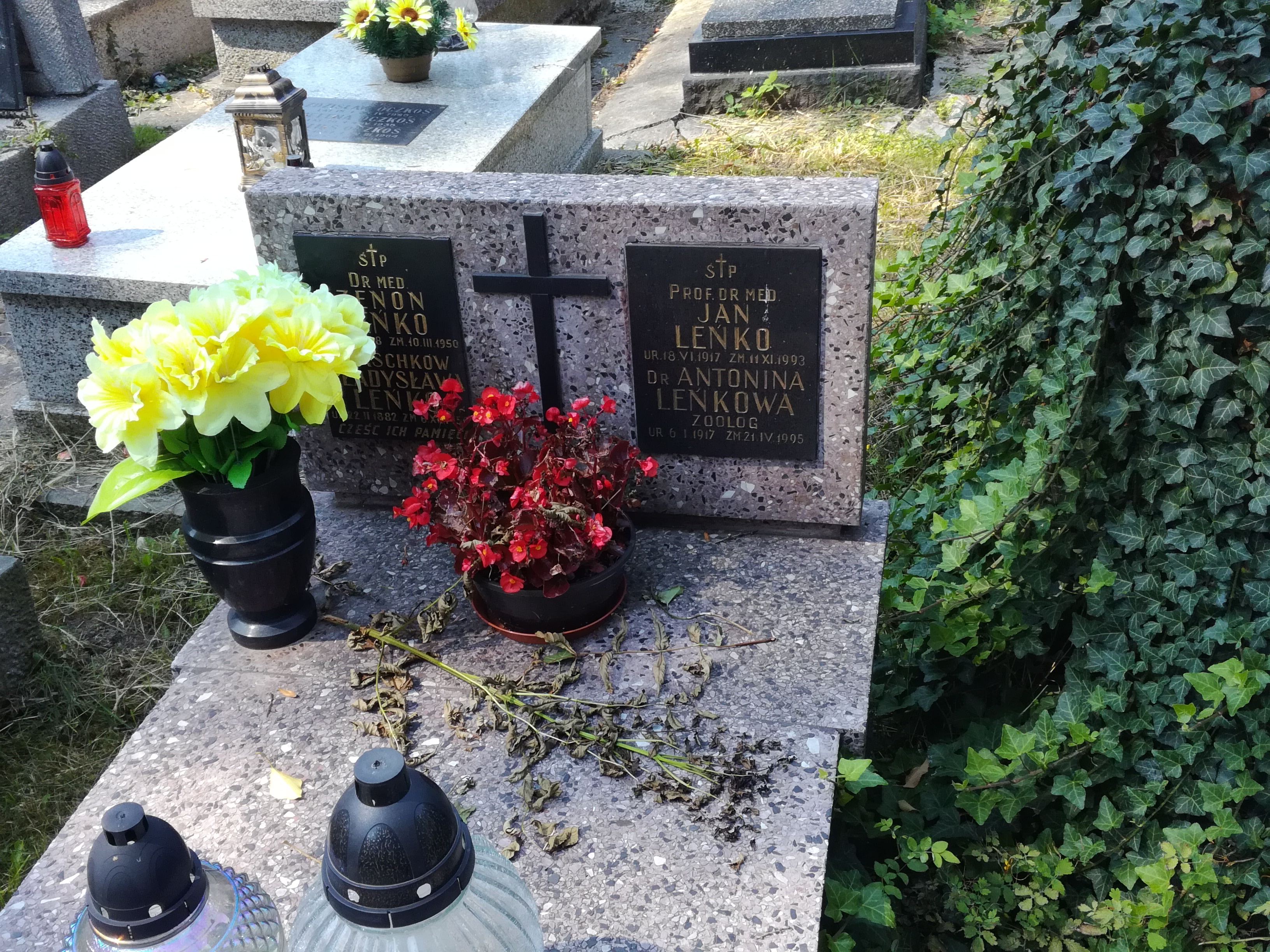
Grób prof. Jana Leńki na cmentarzu Rakowickim

## Źródła
- Andrzej Bugajski; Prof. zw. dr med. Jan Leńko (1917-1993) /w/ Urologia Polskia, nr 1-2 (47), 1994